# 영기획
영기획(YOUNG, GIFTED & WACK)은 대한민국의 독립 음반사이자 음악 소개 매체이다.
2012년 6월 18일에 설립되었으며 주로 전자 음악을 다루는 기획을 많이 하고 있다.
소속 음악가들은 그레이, 로보토미, 사람12사람, 퍼스트 에이드 등으로 프로듀서 중심의 음악가들이 주로 소속되어 있다.
2013년 3월에 디지털 음악 방송국 '라디오 KISS'에 음반 유통사 미러볼뮤직, 힙합 전문 매체 리드머, 음악 웹진 웨이브와 함께 'KISS 인디 뮤직 스페셜'을 개국하였다.
2013년 11월부터는 대한민국 최초의 전자음악 박람회인 '암페어'를 주최하고 있다.
그 밖에 리본(RE:BORN)프로젝트, WATMM, 51+ 페스티벌 등의 각종 기획에 관여하고 있다.

## 발매한 음반

### 컴필레이션
1. 《YOUNG,GIFTED&WACK SELECTED WACK WORKS VOL.1》
2. 《2013 NEW WACK MUSIC》
3. 《RE:BORN: THE SEOUL ELECTRONIC MUSIC IS STILL ALIVE》

### 디지털 싱글
1. 로보토미 《KGB》
2. 싸이코반 《MAPO STYLE》
3. 싸이코반 《기름 같은걸 끼얹나 (TROT VER.) (Feat. 버벌진트》

### CD-R
1. 로보토미 《LBTMPRSNTSRSN3》
2. 후쿠시 오요 《PANGS RUINS》

### 카세트 테이프
1. 퍼스트 에이드 《Nostalgic Falling Down》

### CD
1. 그레이 《MON (EP)》
2. 사람12사람 《빗물구름태풍태양 (EP)》
3. 신해경 《나의 가역반응 (EP)》

### LP
1. 사람12사람 《빗물구름태풍태양 (EP)》

## 소속 음악가
- 그레이
- 띠오리아
- 로보토미
- 보보
- 사람12사람
- 시마 킴
- 싸이코반
- 75/a
- 퍼스트 에이드
- 후쿠시 오요
- 플래시 플러드 달링스
- 신해경